# Luke Grande
Luke Jhon Grande Greico  (New York City, Estados Unidos, 8 de diciembre de 1943, isla de Margarita, Venezuela, 14 de octubre de 2022 ) fue un artista marcial, gran maestro cinturón negro de octavo grado que introdujo el arte marcial coreano del Tae Kwon Do estilo Chung Do Kwan a Venezuela,  cofundador de la de Organización Venezolana Chung Do Kwan así como cofundador de la Fundación Luke Grande, alumno directo de Duk Sung Son y representante para América Latina de la “US Chung Do Kwan Review Board”.

## Biografía
Nació el 8 de diciembre de 1943 en la ciudad de New York, Estados Unidos. Hijo de John Grande y Rosaria Greico de Grande. Estudió y se graduó en la Universidad de New York, donde obtuvo el título de Administrador con mención en Mercadeo. Comenzó sus estudios de Tae Kwon Do con Duk Sung Son en el año 1963. Fue cofundador del primer club de Tae Kwon Do Universitario en la Universidad de New York (NYU). Como alumno de Duk Sung Son, participó en varias competencias interuniversitarias de gran relevancia, formando parte del equipo que promovió el Tae Kwon Do en los Estados Unidos a través de  entrevistas y exhibiciones deportivas en instituciones como la academia militar de West Point, prestigiosas universidades y la Feria Mundial de Nueva York de 1964. Después de cuatro años de entrenamiento, en el verano del año 1967 presenta su examen  para cinta negra 1.er Dan en la ciudad de Nueva York. Luke Grande continuó entrenando hasta que en el año 1968 viajó a Venezuela y se residenció en Caracas. En octubre de 1969 comenzó entrenamientos en el Club Caracas y en mayo de 1970 él formalizó la instrucción del taekwondo en Venezuela, al organizar la primera clase de este estilo en Venezuela desde donde se extendería a todo el país e intencionalmente a países como, España, Colombia, Ecuador, Perú, Argentina, Chile y Uruguay, desarrollando el arte marcial a través de exhibiciones deportivas en distintos estados del país, entrevistas a medios de comunicación y organizando diversos torneos.
En 1976 participa en el campeonato de la World Tae Kwon do Association con una selección de 8 atletas, siendo este el primer equipo de taekwondo en representar a Venezuela en un campeonato internacional. Tres de estos atletas obtendrían el cinturón negro ese mismo año, siendo estos los primeros cinturones negros promovidos en Venezuela en la especialidad de taekwondo.

"En los primeros años de la llegada a USA de Duk Sung Son los entrenamientos eran muy intensos. Corríamos en Central Park Luego pateábamos un árbol al menos cien veces con cada pierna, bajo nieve, bajo lluvia, con el intenso calor del verano los entrenamientos no se detenían, y luego entrenábamos en el gimnasio a las 6:00 Pm., esto lo hacíamos 6 días a la semana." Luke Grande

El Año 2009 cofundaría la Organización Venezolana Chung Do Kwan (ORVCKD) de la cual se separaría en el año 2017 siguiendo la enseñanza del arte marcial bajo su propia organización, la fundación Luke Grande.

## Algunos cinturones negros promovidos por Luke Grande
- Humberto Almeida-  1976 primer cinturón negro otorgado a un venezolano en la especialidad de taekwondo (Cofundador de la Organización Venezolana Chung Do Kwan)
- Simón Peraza
- Oscar Antonio Blanco
- David Terraza (Fundación Luke Grande, 2020)
- Yamile Mattar (Fundación Luke Grande, 2020)

## Muerte
Luke Grande murió el 14 de octubre de 2022 en la isla de Margarita, Venezuela como consecuencia de un ataque cardíaco.